# Sergio Stoppel
Sergio Luis Stoppel García (10 de noviembre de 1934-17 de julio de 2014) fue un médico y dirigente de fútbol chileno. Ejerció como presidente de Cobreloa y de la Asociación Nacional de Fútbol Profesional de Chile. 

## Biografía
Ejerció como médico en Chuquicamata desde 1956, donde se formó como cirujano, y asumió como director del Hospital Roy H. Glover de dicha ciudad en 1976.
En 1977 se integró como miembro de la Comisión Médica del naciente club de fútbol Cobreloa. En 1978 asumió como segundo vicepresidente del club, y en septiembre de ese año, tras la renuncia del presidente José Gorrini y el primer vicepresidente Mario Puente, fue elegido presidente del club, por dos años, y fue reelecto en 1980, dirigiendo el club hasta 1982. En 1987 asumió nuevamente como presidente de Cobreloa, cargo que dejó al año siguiente. Durante sus dos periodos al mando del club, éste logró tres títulos de la Primera División chilena (1980, 1982 y 1988), y disputó dos finales de Copa Libertadores (1981 y 1982), resultando en ambas oportunidades subcampeón.
En 1989 asumió como presidente de la Asociación Nacional de Fútbol Profesional de Chile (ANFP) y de la Federación de Fútbol de Chile, tras derrotar a Pedro Jorquera Álvarez en la elección del 10 de abril de ese año. El 3 de septiembre de ese año, ocurrió el llamado «Maracanazo de la selección chilena», partido contra la selección brasileña por las clasificatorias de la CONMEBOL para la Copa Mundial de 1990, donde el portero chileno Roberto Rojas simuló una herida causada por una bengala. Tras la confesión de Rojas, el 14 de septiembre, Stoppel renunció a la presidencia del fútbol chileno. El incidente provocó que varios miembros del equipo chileno —incluyendo a Stoppel— fueran castigados por la FIFA con la imposibilidad perpetua de participar en el fútbol profesional. El castigo les fue levantado en abril de 2007.
Después del escándalo del «Maracanazo», Stoppel ejerció su profesión de médico, y publicó algunos artículos en revistas académicas. Falleció en julio de 2014.